# Nazionale maschile di pallamano della Tunisia
La nazionale di pallamano maschile della Tunisia è la rappresentativa pallamanistica maschile della Tunisia nelle competizioni internazionali. La sua attività è gestita dalla Tunisian Handball Federation.
La Lega di pallamano tunisina (o National A) è stata fondata nel 1953. In seguito, nel 1957, venne fondata la Federazione di Pallamano tunisina, che fu successivamente ammessa alla Federazione Internazionale di Pallamano nel 1962.
La squadra di pallamano nazionale tunisina ha partecipato a diversi campionati del mondo di pallamano. Nel 2005 la Tunisia si piazzò al 4º posto; diventando la seconda squadra non-europea a raggiungere le semifinali del campionato del mondo dopo l'Egitto, che ci aveva riuscito nel 2001.
La squadra ha vinto 9 volte la Coppa d'Africa, compresa la Coppa d'Africa 2012 in Marocco, sconfiggendo l'Algeria in finale. Egitto e Algeria sono i solo rivali della Tunisia nel continente africano.
Il campionato nazionale è costituito da circa 12 squadre, nel quale Étoile Sportive du Sahel e Espérance Sportive de tunis svettano. Ci sono squadre, come il Club Africain e AS Hammamet, nelle quali molti giocatori giocano sia nella nazionale tunisina sia in squadre europee.

## Tunisia
Commissario tecnico: Sami Saïdi
| N. | Pos. | Nome                  | Data di nascita (età)       | Altezza | Pres. | Reti | Squadra                      |
| -- | ---- | --------------------- | --------------------------- | ------- | ----- | ---- | ---------------------------- |
| 6  | P    | Ghazi Belghali        | 28 marzo 1999 (21 anni)     | 1.98 m  | 2     | 0    | Étoile du Sahel              |
| 7  | RW   | Ramzi Majdoub         | 9 maggio 1993 (27 anni)     | 1.88 m  | 34    | 73   | Espérance de Tunis           |
| 8  | LB   | Rami Fekih            | 31 maggio 2000 (20 anni)    | 2.02 m  | 0     | 0    | AS Téboulba                  |
| 12 | GK   | Marouen Maggaiz       | 28 luglio 1983 (37 anni)    | 1.92 m  | 203   | 2    | Club Africain                |
| 15 | CB   | Khaled Haj Youssef    | 12 gennaio 1989 (32 anni)   | 1.89 m  | 107   | 62   | Al-Duhail                    |
| 19 | LB   | Mosbah Sanaï          | 26 marzo 1991 (29 anni)     | 1.92 m  | 128   | 365  | Club Africain                |
| 22 | LB   | Youssef Maaref        | 21 luglio 1996 (24 anni)    | 1.95 m  | 26    | 18   | Espérance de Tunis           |
| 27 | RW   | Issam Rzig            | 14 settembre 1989 (31 anni) | 1.82 m  | 17    | 45   | Étoile du Sahel              |
| 28 | LB   | Hazem Bacha           | 8 dicembre 2001 (19 anni)   | 2.05 m  | 0     | 0    | Espérance de Tunis           |
| 39 | CB   | Mohamed Soussi        | 17 gennaio 1993 (27 anni)   | 1.94 m  | 113   | 189  | Tremblay-en-France           |
| 55 | LW   | Ghassen Toumi         | 14 giugno 1997 (23 anni)    | 1.80 m  | 0     | 0    | Club Sportif de Sakiet Ezzit |
| 66 | P    | Islem Jbeli           | 13 dicembre 1998 (22 anni)  | 1.93 m  | 0     | 0    | AS Hammamet                  |
| 69 | P    | Jihed Jaballah        | 29 luglio 1989 (31 anni)    | 2.04 m  | 74    | 147  | HT Tatran Prešov             |
| 71 | CB   | Mohamed Amine Darmoul | 4 febbraio 1998 (22 anni)   | 1.83 m  | 12    | 16   | Étoile du Sahel              |
| 77 | LB   | Skander Zaied         | 23 aprile 1997 (23 anni)    | 1.97 m  | 42    | 66   | Espérance de Tunis           |
| 88 | GK   | Marwen Soussi         | 21 giugno 1988 (32 anni)    | 1.94 m  | 13    | 0    | Club Sportif de Sakiet Ezzit |
| 92 | LB   | Oussama Jaziri        | 6 novembre 1992 (28 anni)   | 1.91 m  | 42    | 74   | Al Ahly                      |
| 93 | GK   | Fradj Ben Takaya      | 29 aprile 1998 (22 anni)    | 1.90 m  | 0     | 0    | AS Téboulba                  |
| 94 | GK   | Mehdi Harbaoui        | 11 settembre 1996 (24 anni) | 1.96 m  | 0     | 0    | Sélestat Alsace Handball     |
| 96 | RB   | Anouar Ben Abdallah   | 20 giugno 1996 (24 anni)    | 1.88 m  | 31    | 39   | HT Tatran Prešov             |
| 97 | RB   | Achraf Margheli       | 22 maggio 1997 (23 anni)    | 1.93 m  | 0     | 0    | Al-Khaleej                   |